# Tělo jako důkaz (seriál)
Tělo jako důkaz (v anglickém originále Body of Proof) je americký lékařský dramatický televizní seriál, který byl vytvořen Chrisem Murpheym a produkován ABC Studios. Seriál měl premiéru 29. března 2011 na kanále ABC a první řada byla zakončena 17. května 2011. Druhá řada měla premiéru 20. září 2011 a skončila 20. dubna 2012. 11. května 2012 získal seriál třetí řadu, premiéra byla stanovena na 19. února 2013. Poslední díl seriálu byl odvysílán 28. května 2013.

## Synopse
Děj se točí okolo soudní znalkyně v oblasti medicíny Dr. Megan Huntové, která používá velmi neortodoxní postupy. Megan bývala neurochirurgem, ale těžká nehoda jí zabránila v této práci pokračovat. Musí se tak vyrovnat se svým novým zaměřením. Má dceru Lacey, kterou má se svým bývalým manželem.

## Obsazení
Hlavní postavy seriálu a jejich herecké obsazení:
| Dana Delany          | Dr. Megan Hunt                |
| Nicholas Bishop      | Peter Dunlop                  |
| Jeri Ryan            | Dr. Kate Murphy               |
| John Carroll Lynch   | detektiv Bud Morris           |
| Sonja Sohn           | detektiv Samantha „Sam“ Baker |
| Windell Middlebrooks | Dr. Curtis Brumfield          |
| Geoffrey Arend       | Dr. Ethan Gross               |

## Řady a díly
| Řada | Díly | Premiéra v USA  | Premiéra v USA  | Premiéra v ČR     | Premiéra v ČR     |
| Řada | Díly | První díl       | Poslední díl    | První díl         | Poslední díl      |
| ---- | ---- | --------------- | --------------- | ----------------- | ----------------- |
| 1    | 9    | 29. března 2011 | 17. května 2011 | 3. září 2012      | 29. října 2012    |
| 2    | 20   | 20. září 2011   | 10. dubna 2012  | 5. listopadu 2012 | 18. prosince 2013 |
| 3    | 13   | 19. února 2013  | 28. května 2013 | 8. ledna 2014     | 9. dubna 2014     |

První řada seriálu měla 9 dílů a druhá 20 dílů. Třetí řada se začala vysílat od února 2013. České názvy jsou převzaty podle České televize. Ta však uváděla jen vybraných 13 dílů první a druhé řady, a bez zachování původního pořadí.